# Borač (Knić)
Borač (em cirílico: Борач) é uma vila da Sérvia localizada no município de Knić, pertencente ao distrito de Šumadija, na região de Šumadija e Gruža. A sua população era de 601 habitantes segundo o censo de 2011.

## Demografia
| 1948 | 1953 | 1961 | 1971 | 1981 | 1991 | 2002 | 2011 |
| ---- | ---- | ---- | ---- | ---- | ---- | ---- | ---- |
| 1428 | 1398 | 1318 | 1176 | 1017 | 872  | 692  | 601  |